# Bergen Air Transport
Bergen Air Transport war eine norwegische Fluggesellschaft mit Sitz in Bergen (Norwegen), die von 1961 bis 1977 existierte. 
Sie ist nicht zu verwechseln mit Bergen Air Transport (1998), die von 1998 bis 2017 Flugbetrieb mit einigen Geschäftsreiseflugzeugen durchführte.

## Geschichte
Bergen Air Transport wurde im Jahr 1961 zuerst zur Durchführung von Hubschrauberflügen gegründet. Im September 1967 wurde in den USA eine gebrauchte Douglas DC-4 (Luftfahrzeugkennzeichen LN-MOB) erworben, mit der Frachtcharterflüge angeboten wurden. Im Jahr 1973 kamen eine Douglas DC-3 (LN-TVA) sowie im September eine weitere DC-4 (LN-MOJ) hinzu. Die DC-3 wurde ebenfalls für Charteraufträge eingesetzt, bis sie im August 1975 an die kanadische Ontario Central Airlines verkauft wurde.
Nachdem die Geschäftslage in den Jahren 1976 und 1977 zunehmend schlechter wurde, musste der Betrieb im Herbst 1977 eingestellt werden. Die DC-4 LN-MOB wurde bereits im Juni 1977 an die Zaire Aero Service verkauft, die DC-4 LN-MOJ folgte an dieselbe Fluggesellschaft im Oktober 1977.

## Flugziele
Überwiegend wurden Flugplätze in Norwegen sowie in Nordeuropa angeflogen, aber auch zu Zielen innerhalb Westeuropas wurden zahlreiche Charterflüge durchgeführt.

## Flotte

### Flotte bei Betriebseinstellung
Bei ihrer Betriebseinstellung 1977 verfügte Bergen Air Transport noch über 2 Flugzeuge:
- 2 × Douglas DC-4 (LN-MOB, LN-MOJ)

### Zuvor eingesetzte Flugzeuge
Im Laufe ihres Bestehens hatte Bergen Air Transport auch diese Luftfahrzeugtypen eingesetzt:
- Aérospatiale Super Frelon[7]
- de Havilland Canada DHC-2 Beaver
- Douglas DC-3 (LN-TVA)
- Sud Aviation Alouette III

## Zwischenfälle
Bei Bergen Air Transport kam es nicht zu Totalschäden von Flugzeugen oder Zwischenfällen mit tödlichem Ausgang.